# Hubli
Hubballi hay Hubli là thành phố lớn thứ hai của bang Karnataka. Thành phố này hợp cùng với thành phố Dharwad tạo thành thành phố kép Hubballi-Dharwad, là đô thị lớn thứ hai của bang chỉ sau thành phố thủ phủ bang Bangalore.